# 木下勇作
木下 勇作（きのした ゆうさく、1944年（昭和19年） - ）は、作家・元日本経済新聞記者。著書に『交野探訪』（彩図社、2004年）などがある。

## 経歴
1944年（昭和19年）、岡山県瀬戸内市邑久町に生まれる。町立福田小学校を卒業、同邑久中学校に入学、小学校時代から好きだった美術の世界に進もうと思い中学2年の時に画家を志したが、諸般の事情で断念した。岡山県立岡山工業高等学校機械科を卒業。18歳まで伯父の下で育つ。京都で予備校に通い、一浪し、立命館大学経済学部に入学。大学4年次に卒業論文として「ポンドクライシス（ポンド危機）」を書き、「立命館経済学」（学術論文集）に掲載される。1968年（昭和43年）に卒業とともに日本経済新聞社に記者として入社。大阪編集局を中心に記者活動。広島支局、流通経済部、社会部、紙面編集部など取材、内勤記者を務め、2004年（平成16年）に定年退職。
2004年から現在まで「ハタ・ヨーガ」を学ぶ。また「茶道」を妻とともに親しんでいる。短歌に加え、絵画にも55年振りに本格的に取り組む。2013年12月20日、日本美術倶楽部会員になりプロ画家の道を歩むことになった。ここを拠点に絵画を順次、掲載するなど活動を開始。
2014年12月に「絵と短歌で綴る新〈交野探訪〉」を電子出版、引き続き2015年「書画の世界」を電子出版。
2010年10月27日から11月28日まで1カ月間、インドに滞在。
『インド3部作』を刊行。その1部として『世界はインドで回っている』を2011年10月26日刊行。2部の『ドキュメント・インド発見』を2015年4月刊行。3部として「インド物語（小説：中村天風）」を構想2025年に刊行予定。
小説『天才、法然』をアマゾンAmazon Kindleで2014年10月電子出版。これにつづき小説『私の宮本武蔵』小説『私の雪舟』を2025年に上梓し郷土岡山の《三偉人シリーズ》とする。
『Genius Honen（天才法然）』をCreatespaceで2015年2月書籍化し米国で販売開始。小説『イチロー物語』をAmazon Kindleで2023年中に電子出版の予定。同じくこのイチロー物語を同年中に書籍化、米国で販売の方針。
2020年、〈私の探訪記〉（70年）をKindle電子書籍として刊行。
同年、「純と愛 」をKindle電子書籍として緊急に編集・刊行。
同年、「交野探訪」を電子書籍として刊行。
同年、「世界はインドで回っている」「ドキュメント・インド発見」をそれぞれ電子書籍で刊行。
日本印度学仏教学会、日本文藝家協会、日本ペンクラブ会員。

## 業績
- 「西田哲学」と「森田療法」の関連性を「今に生きる」（鈴木知準主宰）に小論を寄稿＝平成3年（1991年）10月号、平成4年（1992年）6月号）。西田幾多郎が「善の研究」（岩波文庫）で論じた「主客未分の純粋経験」は森田正馬が述べた「純なこころ」とほぼ同じ謂い、もしくは意味的につながり、また「あるがまま」とも通底するということを論じた。さらに西田の「逆対応」は森田の「精神の交互作用」とも符合すると論及。
- また浄土真宗の開祖、親鸞の言葉にある「不断煩悩得涅槃」も森田正馬の語る「あるがまま」と同じ意味である。つまり煩悩を相手どらないという禅の筆法とも大いに関連するなどを著作を通じて論述。
- 文学者、作家である夏目漱石、倉田百三、源氏鶏太、三島由紀夫らの心意識について著作「とらわれからの解脱」（共著）の文学・仏教の項目（41-49頁）で論じた（1991年）。
- エッセイ『交野探訪』で近松門左衛門の芸術論のコア（核）となる「虚実皮膜論」にヒントを得てノンフィクション（事実）とフィクション（虚構）を織り交ぜながら、紀行文を書くという新しいスタイルに挑戦した。ここでいう「虚実皮膜論」とは事実と虚構の中間に芸術の真実があるとする論。

「虚実皮膜論」は近松の弟子、穂積以貫が書いた「浄瑠璃文句評注難波土産」の中に登場する。近松の語った浄瑠璃を書く上での要諦を穂積が直接聞きまとめたもの。
『交野探訪』では交野地域の持つ伝統的で長い歴史やロマンに溢れた風土をより的確に表現するには単なるルポでは対応しきれないと思いこの手法を用いた。
- 『世界はインドで回っている』の第2章　ヨーガ（ハタ・ヨーガ）で天台小止観の説く＜繋縁止＞の方法はヨーガでいうこころの＜止滅＞と深いところで繋がっていることを明らかにした（51－55Ｐ）。
- 同著で千利休が茶道作法習得の一環として天台小止観の＜繋縁止＞の方も採用していることを明らかにした（53Ｐ）。
- 同箸で名詞・形容詞が24通りに変化するなど表現の多様性を持つサンスクリット語は＜言葉（概念）は流動するこころなどを限定してその実態からかけ離れる＞という禅が指摘する言葉の限定（分別）性を限りなく打破していく可能性を持つ優れた言語ではないかと論究した（116－118Ｐ）。
- インドは気候が地域によって様々、また言語は20言語を下らないほど多い。そして人種はアーリヤ系インド人からドラヴィダ人など数多いほかカーストなどで身分差が現存しているなど多様性に富んでいる。これらが相互に依存し、ときに反発し合うが、全体として統一されている。これは西田幾多郎が説いた＜絶対矛盾的自己同一＞たる《場所の論理》で裏付けられると『ドキュメント・インド発見』で論術した。
- 『Ｙusaku Ｋinoshita Ａrt Ｇallery』《日本美術倶楽部》で白色は般若心経で言う＜色即是空＞の《空》（くう）そのものであり、黒色は《無》（む）であることを指摘した。白色は他の色をやさしく変え、自らもその存在を維持しながらもその色彩を変えていく。黒色は一瞬にして他の色を真っ黒に変えていく力がる。つまり＜白色＞→《空》（ゼロ）→＜黒色＞→《無》（マイナス）ということになることを論述した。

- 「純と愛」（電子書籍：アマゾン＜キンドル＞）（2020年)
- 「梅ちゃん先生」(電子書籍：アマゾン＜キンドル＞）（2020年)
- 「まれ思考」　　(電子書籍：アマゾン＜キンドル＞）（2015年）
- 「書画の世界」　(電子書籍：アマゾン＜キンドル＞）（2015年）
- 「マッサン思考」(電子書籍：アマゾン＜キンドル＞）（2015年）
- 「絵と短歌で綴る新＜交野探訪＞」（電子書籍：アマゾン＜キンドル＞）（2014年）
- 「花子とアン思考」（電子書籍：アマゾン＜キンドル＞（2014年）
- 「Ｇenius Ｈonen(天才法然)」を書籍化　Createspaceで米国内販売　（2015年）
- 「天才、法然」（電子書籍：アマゾン＜キンドル＞）（2014年)
- 「ごちそうさん思考」（電子書籍：アマゾン＜キンドル＞）（2014年）
- 「あまちゃん思考」（電子書籍：アマゾン＜キンドル＞）　2014年）
- 「ドキュメント・インド発見」（風詠社：＜星雲社＞）　2014年）
- 「世界はインドで回っている」　（幻冬舎ルネッサンス、2011年）
- 「交野探訪」（彩図社、2004年）
- 「生生流転」（関西書院、1993年）
- 「生生流転」（電子書籍：風詠社：ＢookＷay、アマゾン＜キンドル＞　2014年）
- 「如来が弁護してござるー暁烏敏『小説』満之・涙骨・・・」（文芸社　2002年）